# Lotononis densa
Lotononis densa är en ärtväxtart. Lotononis densa ingår i släktet Lotononis och familjen ärtväxter. Utöver nominatformen finns också underarten L. d. leucoclada.